# 塞斯特米厄
塞斯特米厄是德国石勒苏益格－荷尔斯泰因州的一个市镇。总面积23.35平方公里，总人口891人，其中男性445人，女性446人（2011年12月31日），人口密度38人/平方公里。